# Koninklijke Opera (Gent)

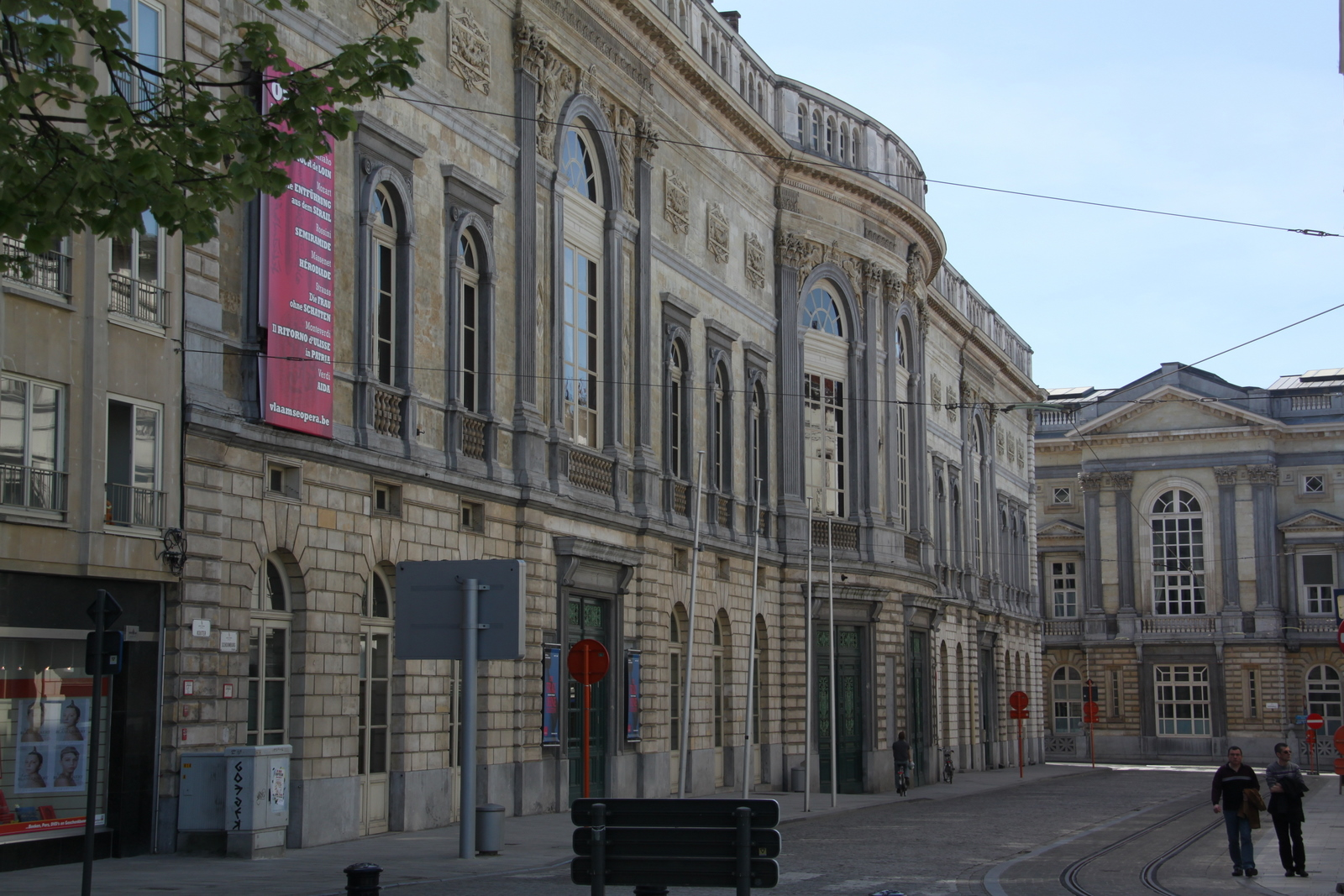
De Vlaamse Opera te Gent

De Koninklijke Opera van Gent was de meer dan 100 jaar oude zelfstandige Gentse stadsopera tot aan haar fusie in 1981 met de Koninklijke Vlaamse Opera in Antwerpen. Beide stadsopera's gingen op in de organisatie Opera voor Vlaanderen, in 2014 omgedoopt tot Opera Ballet Vlaanderen.

## Geschiedenis
In 1698 werd de schouwburg van de handboogschuttersgilde Sint-Sebastiaan aan de Kouter in Gent verbouwd en geschikt gemaakt voor operavoorstellingen. Het gebouw werd ingehuldigd met de opvoering van de opera Thésée van de Franse componist Jean-Baptiste Lully door de groep van Giovanni Paolo Bombarda en Pietro Antonio Fiocco, die in Brussel de Muntschouwburg oprichtten. In 1706 verkreeg Jean-Jacques Quesnot de La Chênée de vergunning om in deze Sint-Sebastiaanschouwburg te spelen. Hij noemde zich Intendant van den Coninck van Pruyssen ende eersten Directeur van de Opera en de Comedie, maar in 1708 wordt hij vervangen door Guillaume de Valentin. In het algemeen echter speelden in deze periode rondtrekkende groepen die elkaar van maand tot maand afwisselden en bleef het repertoire niet beperkt tot opera. Ook populairdere genres, dansers en acrobaten kwamen aan bod. Dit gebouw brandde af in 1715.
In 1737 werd de nieuwe Sint-Sebastiaansschouwburg gebouwd volgens de plannen van architect Bernard de Wilde om 100 jaar later plaats te maken voor het huidige operagebouw. Dit gebouw van het "Grand Théätre" werd voor operavoorstellingen tussen 1837-1840 in neoclassicistische stijl opgetrokken door de toenmalige Gentse stadsarchitect Louis Roelandt op de plek van de afgebroken Sint-Sebastiaanschouwburg. Later werd dit de Koninklijke Opera van Gent. In zijn ruim 175-jarig bestaan is het "Grand Théâtre" af en toe wat gewijzigd, opnieuw gedecoreerd en enkele keren verbouwd, maar desalniettemin is het een vrij gaaf gebleven voorbeeld van een typisch "Frans" theater uit de eerste helft van de 19e eeuw.

## Leiding
| Directie            | Directie  | Directie       | Directie  |
| ------------------- | --------- | -------------- | --------- |
| Oscar Roels         | 1914-1925 | René Coens     | 1925-1940 |
| Hendrik Caspeele    | 1940-1944 | Vina Bovy      | 1947-1955 |
| Constant Meillander | 1955-1961 | Karel Locufier | 1961-1972 |
| Bart Lotigiers      | 1973-1978 | Luigi Martelli | 1978-1981 |

| Dirigenten           | Dirigenten          | Dirigenten                               | Dirigenten          |
| -------------------- | ------------------- | ---------------------------------------- | ------------------- |
| Ambroise Fémy        | 1806-1809           | Charles Hanssens                         | 1811-1815 1820-1825 |
| Charles Ots          | 1819-1820           | Martin-Joseph Mengal                     | 1825-1830           |
| Charles Hanssens jr. | 1840-1845           | Hendrik Waelput                          | 1877-1878 1882-1885 |
| Oscar Roels          | 1893-1894 1917-1925 | Paul Bastide                             | 1912-1913           |
| Maurice De Preter    | 1910-1914 1920-1956 | Gerard Horens                            | 1940-1950           |
| Liane Soudan (koor)  | ~1955~1980          | Luigi Martelli                           | 1956-1960           |
| Robert Ledent        | 1960-1969           | Jef Nachtergaele                         | 1969-1974           |
| Amadé Németh         | 1960-1978           | Herman Streulens                         | 1969-1977           |
| Ernest Maes          | 1978-1984           | Silveer Van den Broeck (muziekdirecteur) | 1979-1981           |

| Regisseurs     | Regisseurs |
| -------------- | ---------- |
| Karel Locufier | ~1956~1959 |